# Silver Lake (Wisconsin)
Silver Lake è un centro abitato (community) degli Stati Uniti d'America, situato in Wisconsin, nella contea di Kenosha.